# Arpentage (éducation populaire)
L’arpentage est une méthode de lecture collective d'un livre, issue de l'éducation populaire. Lors d'un temps déterminé, plusieurs participants se partagent un document écrit et chacun lit individuellement une courte partie de ce document. Ensuite, les participants partagent aux autres membres du groupe le contenu de leur lecture.
Cette méthode est toujours encadrée par un animateur qui anime les échanges. La plupart du temps, il s'agit de l'organisateur de l'événement. 

## Origine
L'arpentage est né dans les cercles ouvriers de la fin du XIXe siècle. Il permet alors à des personnes n'ayant pas pu faire d'études d'accéder au savoir, via la lecture partagée d'essais. Plus tard, cette méthode est utilisée par les résistants de la Seconde Guerre mondiale, notamment sous l'impulsion du sociologue Joffre Dumazedier et de l’historien Benigno Cacérès, figures de l’éducation populaire.

## Objectifs
L'arpentage a plusieurs objectifs :
- la désacralisation du savoir et de l'objet livre ;
- la simplification de la pensée d'un auteur pour le rendre accessible ;
- le partage égalitaire d'opinions entre des personnes issues de milieux différents ;
- la libération de la parole autour de sujets politiques.

## Description
L'arpentage est une méthode de lecture collective d'un ouvrage écrit. Il n'existe pas de méthode officielle, mais un certain consensus existe dans la manière dont se déroule une session d'arpentage.

### Découpage du livre
La première étape d'une séance d'arpentage consiste au découpage de l'ouvrage choisi en différentes parties. Cette étape permet de désacraliser l'objet.
Il permet également de distribuer à chaque participant un extrait du livre. Ainsi, les participants à l'atelier n'ont pas besoin d'acquérir l'ouvrage. Ce point permet de rendre l'arpentage accessible aux personnes n'ayant pas les moyens d'acheter un livre.

### Lecture individuelle
Une fois que les extraits de l'œuvre sont répartis entre les participants, un temps de lecture individuel est proposé. Celui-ci doit être suffisamment long pour permettre à tout le monde de lire son extrait et d'en lister les idées clés.

### Restitution collective
Ce troisième temps est une mise en commun des lectures de chacun. Le groupe se rassemble et, tour à tour, chaque participant raconte au groupe le contenu de sa lecture. En fonction de la personne qui organise l'événement, cette partie peut être relativement différente. Pratiquée dans un cadre scolaire, il peut s'agir d'un partage de mots clés ou d'une synthèse de l'extrait. Dans un cadre militant, il peut s'agir davantage d'un temps de partage sur des ressentis ou des expériences vécues relatives à l'extrait lu.